# Carlo Butti
Carlo Butti (Milano, 1º settembre 1891 – Milano, 14 marzo 1971) è stato un dirigente sportivo, multiplista e discobolo italiano.
Era specializzato nei lanci, ma poliedrico al punto di partecipare ai Giochi olimpici di Anversa 1920 nella gara del decathlon. È stato nove volte campione italiano in quattro differenti discipline dell'atletica leggera.
Dal 1929 al 1930 è stato segretario della Federazione Italiana di Atletica Leggera con il presidente Augusto Turati, ruolo che continuò a ricoprire per qualche mese anche nel 1931, con il presidente Luigi Ridolfi.

## Palmarès
| Anno | Manifestazione  | Sede    | Evento    | Risultato | Prestazione | Note |
| ---- | --------------- | ------- | --------- | --------- | ----------- | ---- |
| 1920 | Giochi olimpici | Anversa | Decathlon | dnf       | dnf         |      |

## Campionati nazionali
- 1 volta campione italiano assoluto nel salto in alto da fermo (1914)
- 2 volte campione italiano assoluto nel getto della pietra (1921 e 1922)
- 4 volte campione italiano assoluto nella palla vibrata (1919, 1920, 1921 e 1922)
- 2 volte campione italiano assoluto nella palla vibrata a squadre (1920 e 1921)

1914
- Oro ai campionati italiani di atletica leggera, salto in alto da fermo - 1,347 m
- Argento ai campionati italiani assoluti, salto in lungo da fermo - 2,91 m
- Argento ai campionati italiani assoluti, salto triplo da fermo - 8,80 m
- Bronzo ai campionati italiani assoluti, lancio del giavellotto stile libero - 47,06 m

1919
- Oro ai campionati italiani di atletica leggera, palla vibrata - 43,13 m

1920
- Oro ai campionati italiani di atletica leggera, palla vibrata - 45,70 m
- Oro ai campionati italiani di atletica leggera, palla vibrata a squadre - 4 punti

1921
- Oro ai campionati italiani di atletica leggera, getto della pietra - 16,32 m
- Oro ai campionati italiani di atletica leggera, palla vibrata - 45,11 m
- Oro ai campionati italiani di atletica leggera, palla vibrata a squadre - n/d

1922
- Oro ai campionati italiani di atletica leggera, getto della pietra - 16,36 m
- Oro ai campionati italiani di atletica leggera, palla vibrata - 45,37 m